# 巴特马内农村居民点
巴特马内农村居民点（俄语：Батмановское сельское поселение）是俄罗斯联邦伊万诺沃州基涅什马区所属的一个农村居民点。其下辖有35个居民点，行政中心为巴特马内。据2016年统计，该农村居民点的人口为1048人。